# سكان التلال
سكان التلال (المعروفون أيضًا بسكان الجبال) هو مصطلح عام يشير إلى الأشخاص الذين يعيشون في التلال أو الجبال، هذا يشمل أي أرض وعرة يزيد ارتفاعها عن 300 متر (980 قدم) وأي أرض يزيد ارتفاعها عن 2500 متر (8200 قدم) بما في ذلك الهضاب. يتميز مناخ هذه المناطق بقسوته نظرًا لحدوث انخفاضات حادة في درجات الحرارة بين الليل والنهار ووجود رياح شديدة وجريان سطحي نتيجة ذوبان الثلوج وأمطار غزيرة تتسبب في مستويات عالية من التعرية إلى جانب جعل التربة رقيقة وغير ناضجة. على الأرجح أن آثار تغير المناخ سوف تضع ضغطًا كبيرًا على البيئة الجبلية وكل من يعيش فيها.
عاش الناس في الجبال منذ آلاف السنين، في البداية كصيادين وجامعين ثم مزارعين ورُعاة في وقت لاحق. غالبًا ما تكون مثل هذه المجتمعات المعزولة متنوعة ثقافيًا ولغويًا. يعيش اليوم في المناطق الجبلية نحو 720 مليون شخص أو 12% من سكان العالم، الكثير منهم مهمشون اقتصاديًا وسياسيًا. على الرغم من تكيفهم مع الظروف القاسية للجبال إلا أنهم في العالم النامي غالبًا ما يكونون أقرب إلى الفقر بالإضافة إلى معاناتهم بسبب الأخطار الصحية وانعدام الأمن الغذائي.  يعتمدون بشكل أساسي على المحاصيل والماشية إلى جانب منتجات الغابات. هذا على خلاف سكان الجبال في العالم المتقدم إذ يتميزون هناك بالازدهار بشكل عام نتيجة إمكانية استخدام الجبال في السياحة والترفيه بالإضافة لشهرة وانتشار التعدين الذي يعود إلى الفترة ما قبل المسيحية.
تعتمد بعض جماعات سكان الجبال في أجزاء من العالم النامي على التحويلات المالية من الشباب الذين ذهبوا للعمل في الأراضي المنخفضة أو في دول الخارج. يعيش 70% من سكان الجبال بمناطق ريفية والبقية يعيشون في المدن بما في ذلك المدن الكبيرة مثل مدينة المكسيك التي يبلغ عدد سكانها حوالي 21 مليون نسمة. تجذب المدن المهاجرين المؤقتين أو الدائمين من المناطق الريفية وتتميز المدن الأصغر بارتباطها بالثقافة والاقتصاد الخاص بالمناطق الجبلية أكثر من المدن الأكبر.

## الامتداد
طبقًا لتصنيف المركز العالمي لرصد حفظ الطبيعة، تشمل المناطق الجبلية كلًا من التلال والجبال. تُصنف 22% من أراضي العالم أو ما يعادل 29,000,000 كيلومتر مربع (11,000,000 ميل مربع) على أنها منطقة جبلية نصفها أقل في الارتفاع من 1000 متر (3300 قدم). تُعتبر أي أرض وعرة ضمن المناطق الجبلية إذا كان ارتفاعها 300 متر (980 قدمًا) بأٌقل تقدير فوق مستوى سطح البحر، وتصنف أيضًا أي أرض تزيد عن 2500 متر (8200 قدم) في الارتفاع على أنها جبل وذلك يشمل الهضاب، هذا يمثل 20 % من المجموع الكلي للأراضي. أما الهضاب والوديان العريضة التي تمر عبر الجبال التي تقل عن 2500 متر (8200 قدم) في الارتفاع فلا تُعتبر مناطق جبلية. تبعًا لدراسة أجرتها منظمة الأغذية والزراعة التابعة للأمم المتحدة عام 2003 فإن المناطق الجبلية تتبع التصنيف الخاص بالمركز العالمي لرصد حفظ الطبيعة.

## البيئة
تختلف البيئات الجبلية تبعًا لخط العرض الواقعة عليه ومدى قربها من حافة كتلة أرضية. تسقط الأمطار بدرجة أكبر على الجانب المواجه للرياح أكثر من الجانب الآخر. بإمكان البيئة الجبلية أن تكون قاسية للغاية ولاسيما في مناطق جبال الألب فوق خط الأشجار في المرتفعات وفي المناطق الأكثر جفافاً خارج المناطق المدارية، ونظرًا لذلك فإن 3% فقط من أراضي العالم المناسبة للزراعة تقع في المناطق الجبلية. تميل درجات الحرارة للارتفاع في مناطق المنحدرات السفلية القريبة من خط الاستواء وغالبًا ما يكون هطول الأمطار غزيرًا طوال العام. يمكن أن ترتفع درجات الحرارة في النهار وتنخفض في الليل خارج المناطق المدارية وعادة ما تكون هناك رياح قوية وتجمد متكرر وذوبان في المستويات العليا وأمطار غزيرة إلى جانب وجود ثلوج وجليد في بعض المناطق، يتسبب كل هذا في تعرية مستمرة. تدعم التربة الرقيقة على المنحدرات النباتات المقاومة للجفاف فقط نتيجة عدم قدرتها على الاحتفاظ بالمياه وغالبًا ما تكون هذه النباتات نباتات قصيرة تخزن الطاقة في الجذور المنتشرة مع وجود غطاء نباتي ضئيل للغاية فوق سطح الأرض. قد تجري إزالة هذا الغطاء من أجل الزراعة أو بناء الطرق أو قد يكون معرضًا لرعي مكثف يؤدي إلى فقدان التربة سريعًا نتيجة عمليات التعرية.
تمكن الناس من التكيف مع الظروف الجبلية والتعديل فيها أيضًا. على سبيل المثال، استخدم المزارعون عمليات تزويد المصاطب في مناطق عديدة لحفظ المياه والتربة وتساعد عمليات الحرث الكفافي على ترسيخ التربة الهشة. يدهور النشاط البشري البيئات الجبلية في كثير من الأحيان كقيام البشر بتقليل التنوع البيولوجي في مناطق جبلية عديدة على مستوى العالم. تشمل المناطق ذات التنوع البيولوجي العالي، حيث تتعرض البيئة لضغوط شديدة، المناطق الجبلية البيئية بولاية كاليفورنيا (الأراضي الحرجية والغابات بولاية كاليفورنيا) والغابات البيئية المختلطة في القوقاز وفي شمال غرب أمريكا الجنوبية تقع الغابات الجبلية بوادي ماغدالينا والغابات الرطبة بماغدالينا أورابا وأيضًا بغرب الإكوادور.
تنمو نحو 28% من غابات العالم على الجبال حيث تساهم الغابات في تنظيم تدفق المياه وتوفير الوقود ومواد البناء. قبل وصول البشر، كانت معظم الجبال في المناخ المداري والمعتدل قد تشجرت حتى وصلت لخط الأشجار، ليست عمليات إزالة الغابات ظاهرة جديدة فقد بدأت منذ 3000 سنة في الصين ومنذ 1500 عام أُزيلت الغابات الجبلية المحيطة بالبحر الأبيض المتوسط وبريطانيا. كانت هناك جهود كثيرة مؤخرًا في الصين وأوروبا لاستعادة الغابات الجبلية من أجل الحد من الفيضانات والتعرية.
على الرغم من أن تأثير تغير المناخ على البيئات الجبلية غير مفهوم جيدًا لكن يبدو أن المناطق الجبلية أكثر حساسية تجاه تغير المناخ من المناطق المنخفضة. سيقع تأثير المستويات العليا من النظم الإيكولوجية على الجبال مع زيادة درجات الحرارة وتقلص حجمها حتى تصل لمرحلة تختفي فيها تمامًا. يهدد تغير المناخ في البيئات الجبلية بحدوث إجهاد بيئي أثناء التكيف مع ارتفاع متوسط درجات الحرارة السنوية وتغيرات في نمط هطول الأمطار وتكرر ظروف مناخية قاسية. من الصعب التنبؤ بمدى تكيف سكان الجبال مع التغيرات في الموارد التي يعتمدون عليها من أجل البقاء ولكن من الواضح أنه ستكون هناك منافسة متنامية لاستخدام الأرض من أجل أغراض مختلفة.

## تعداد السكان

### التنوع
عاش الناس في المناطق الجبلية منذ آلاف السنين، ربما يكون بعضهم قد لجأوا لهذه المناطق هربًا من الاضطهاد أو تغير المناخ وربما هاجر البعض الآخر بحثًا عن الطعام. استقر الوافدون الجدد حتى طوروا مجتمعاتهم الجديدة لتصبح مجتمعات زراعية مزدهرة. غالبًا ما توجد أنهار وبحيرات وجداول توفر المياه للزراعة والاستخدام المنزلي في أي وادٍ ذا أرضٍ مستوية مناسبة للزراعة ولهذا السبب تصبح هذه المناطق المواقع الرئيسية للمستوطنات. يمكن أيضًا تسخير الجداول بواسطة المطاحن لمعالجة الحبوب واستُخدمت مؤخرًا في محطات توليد الطاقة الكهرومائية التي ساهمت في توفير فوائد اجتماعية شاملة ولكنها أيضًا يمكن أن تكون مزعجة بشدة محليًا.